# Giao Thạnh
Giao Thạnh là một xã thuộc huyện Thạnh Phú, tỉnh Bến Tre, Việt Nam.
Xã Giao Thạnh có diện tích 20,38 km², dân số năm 2017 là 8731 người, mật độ dân số đạt 420 người/km².
Theo quy hoạch trung tâm xã phát triển thành đô thị loại V.

## Lịch sử
Ngày 6 tháng 12 năm 2019, Hội đồng Nhân dân tỉnh Bến Tre ban hành Nghị quyết 68/NQ-HĐND về việc:
- Sáp nhập ấp Giao Tân và ấp Giao Hiệp thành ấp Tân Hiệp
- Sáp nhập ấp Giao Lợi và ấp Giao Thạnh thành ấp Thạnh Lợi.